# Kerrang!
Kerrang! est un magazine britannique consacré aux musiques rock et heavy metal publié par Bauer Media Group. Il est initialement publié le 6 juin 1981 en guise de supplément pour le magazine Sounds. Inspiré du bruit produit par un accord de puissance sur une guitare électrique distordue, Kerrang! est originellement consacré à la New wave of British heavy metal et la popularisation grandissante des groupes de hard rock. Au début des années 2000, il devient le magazine britannique le mieux vendu.

## Histoire
Kerrang! commence sa publication le 6 juin 1981 et est édité par Geoff Barton à l'origine comme supplément unique du magazine Sounds, consacré au phénomène New wave of British heavy metal et à la grimpée fulgurante des groupes de hard rock. Angus Young du groupe AC/DC apparaît sur la couverture du premier exemplaire de Kerrang!. Lancé comme mensuel, Kerrang! est ensuite publié une fois par semaine dès 1987. Le propriétaire United Newspapers cède le magazine à EMAP en 1991. Dans les années 1980 et début 1990, le magazine présente en couverture des groupes de thrash (comme Slayer, Metallica et Venom) et de glam metal (comme Mötley Crüe, Bon Jovi et Poison), puis de grunge comme Nirvana. La popularité de Kerrang! s'accroît encore dès l'arrivée de l'éditeur Paul Rees aux alentours de 2000 et avec la popularisation du genre nu metal avec des groupes tels que Limp Bizkit et Slipknot. Rees part au magazine Q et Ashley Bird devient éditrice de Kerrang! entre 2003 et 2005. Cependant, les ventes commencent nettement à décliner en 2003, puis Paul Brannigan en devient l'éditeur en mai 2005.
Le terme de « thrash metal » est pour la première fois cité par le rédacteur de Kerrang Malcolm Dome, tandis qu'il détaille la chanson Metal Thrashing Mad du groupe Anthrax dans le numéro 62, page 8, publié le 23 février 1984. Bien avant, James Hetfield de Metallica qualifie leur son de power metal. Avec l'émergence du emo et du metalcore, Kerrang! change radicalement de direction musicale. Cependant, ce revirement soudain n'est pas bien accueilli par le lectorat. En 2008, EMAP vend les droits du magazine au Bauer Media Group. Brannigan quitte Kerrang! en 2009 et Nichola Browne en est désigné l'éditrice. Elle démissionne en avril 2011. L'ancien éditeur de NME et GamesMaster James McMahon devient l'éditeur le 6 juin 2011.

## Site web
Le site web Kerrang.com est consacré à l'information liée au magazine et à l'annonce de nouveaux événements. Le site présente les achats en ligne du magazine, les podcasts, les forums, et les segments TV et radio. En février 2014, Kerrang! annonce son premier éditeur sur web, John Longbottom, aidant à la restructuration de Kerrang.com.

## Kerrang!Awards
Depuis 1993, le magazine organise une cérémonie annuelle de remise de prix, considérée comme l'une des plus importantes au Royaume-Uni par le Guinness Book of British Hit Singles & Albums. L'événement est présentée par de nombreuses célébrités dans ou en dehors du domaine musical.

## Kerrang!Tour
Kerrang! organise chaque janvier une tournée de concerts rock au Royaume-Uni. La tournée inclut des groupes comme Bullet for My Valentine, Good Charlotte, Sum 41 et Coheed and Cambria.
En 2012, Kerrang! Relentless Energy Tour annonce The Blackout, New Found Glory, Letlive et While She Sleeps.